# العلاقات الجنوب سودانية الصربية
العلاقات الجنوب سودانية الصربية هي العلاقات الثنائية التي تجمع بين جنوب السودان وصربيا.

## مقارنة بين البلدين
هذه مقارنة عامة ومرجعية للدولتين:
| وجه المقارنة                                              | جنوب السودان                  | صربيا                                                      |
| --------------------------------------------------------- | ----------------------------- | ---------------------------------------------------------- |
| المساحة (كم2)                                             | 619.75 ألف                    | 88.36 ألف                                                  |
| عدد السكان (نسمة)                                         | 12.58 مليون                   | 7.02 مليون                                                 |
| الكثافة السكانية (ن./كم²)                                 | 20.3                          | 79.45                                                      |
| العاصمة                                                   | جوبا                          | بلغراد                                                     |
| اللغة الرسمية                                             | لغة إنجليزية                  | اللغة الصربية                                              |
| العملة                                                    | جنيه جنوب سوداني، جنيه سوداني | دينار صربي                                                 |
| الناتج المحلي الإجمالي (بليون دولار)                      | 2.90 مليار                    | 41.43 مليار                                                |
| الناتج المحلي الإجمالي (تعادل القوة الشرائية) بليون دولار | 22.88 مليار                   | 100.13 مليار                                               |
| الناتج المحلي الإجمالي الاسمي للفرد دولار أمريكي          | 73                            | 5.24 ألف                                                   |
| الناتج المحلي الإجمالي للفرد دولار أمريكي                 | 2.02 ألف                      | 13.59 ألف                                                  |
| مؤشر التنمية البشرية                                      | 0.467                         | 0.771                                                      |
| رمز المكالمات الدولي                                      | +211                          | +381                                                       |
| رمز الإنترنت                                              | .ss                           | .rs، .срб ‏                                                 |
| المنطقة الزمنية                                           | ت ع م+03:00                   | توقيت وسط أوروبا، ت ع م+01:00، ت ع م+02:00، أوروبا/بلغراد ‏ |

## منظمات دولية مشتركة
يشترك البلدان في عضوية مجموعة من المنظمات الدولية، منها:
| علم المنظمة | اسم المنظمة                               | تاريخ انضمام جنوب السودان | تاريخ انضمام صربيا |
| ----------- | ----------------------------------------- | ------------------------- | ------------------ |
|             | مؤسسة التنمية الدولية                     | 18 أبريل 2012             | 25 فبراير 1993     |
|             | يونسكو                                    | 27 أكتوبر 2011            | 20 ديسمبر 2000     |
|             | وكالة ضمان الاستثمار متعدد الأطراف        | 18 أبريل 2012             | 19 مارس 1993       |
|             | الأمم المتحدة                             | 14 يوليو 2011             | 1 نوفمبر 2000      |
|             | الاتحاد البريدي العالمي                   | ?                         | ?                  |
|             | البنك الدولي للإنشاء والتعمير             | 18 أبريل 2012             | 25 فبراير 1993     |
|             | الاتحاد الدولي للاتصالات                  | 3 أكتوبر 2011             | 1 يونيو 2001       |
|             | مؤسسة التمويل الدولية                     | 18 أبريل 2012             | 25 فبراير 1993     |
|             | المركز الدولي لتسوية المنازعات الاستشارية | 18 مايو 2012              | 8 يونيو 2007       |
|             | منظمة الشرطة الجنائية الدولية             | ?                         | ?                  |

## وصلات خارجية
- موقع وزارة الخارجية الجنوب سودانية
- موقع وزارة الخارجية الصربية